# Sergei Ignatjewitsch Rudenko

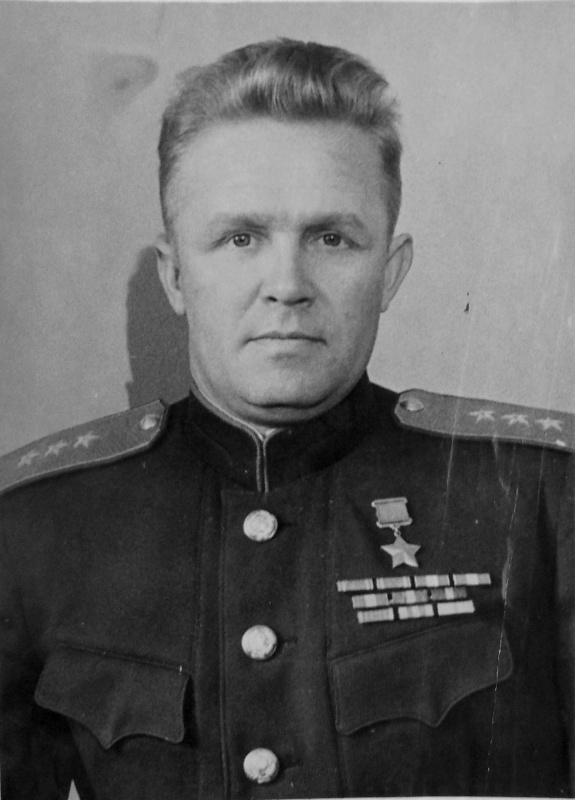
Sergei Rudenko, 1945

Sergei Ignatjewitsch Rudenko (russisch Сергей Игнатьевич Руденко, wiss. Transliteration Sergej Ignat'evič Rudenko; * 7.jul. / 20. Oktober 1904greg. in Korop, heute in der Oblast Tschernihiw; † 10. Juli 1990 in Moskau) war ein sowjetischer Pilot.

## Leben
1923 ging Rudenko zum Militär. Er besuchte ab 1927 die Militärfliegerschule, wurde 1928 Mitglied der KPdSU, wechselte an die Schukowski-Akademie und schloss dort im Jahr 1932 ab. Nach einer anschließenden Verwendung als Staffelführer nahm Rudenko an der Operativen Fakultät der Militärakademie ein weiteres Studium auf, das er 1936 beendete. Rudenko übernahm im Anschluss erst ein Fliegerregiment, später einer Fliegerbrigade. Im Januar 1941 stieg er zum Divisionskommandeur auf. Nach Kriegsausbruch hatte Rudenko verschiedene Führungspositionen innerhalb der Südfront, der Kalininer Front, der Wolchow-Front und der Südwestfront inne. Im Oktober 1942 übernahm er die 16. Luftarmee, wo er für seine Verdienste bei deren Führung und Organisation als Befehlshaber im Range Generaloberst der Flieger am 19. August 1944 als Held der Sowjetunion ausgezeichnet wurde (Verleihungsnummer 3087).
Nach dem Krieg wechselte er 1945 in verschiedene Dienststellungen der Luftstreitkräfte bis man ihn 1946 als Deputierten in den Obersten Sowjet der UdSSR berief.
1949 trat Rudenko als Zeuge im weltweit beachteten Pariser Prozess zwischen der kommunistischen Zeitschrift „Les Lettres françaises“ und dem ehemaligen sowjetischen Diplomaten Wiktor A. Krawtschenko auf.
1950 wurde Rudenko zum Oberbefehlshaber der Fernfliegerkräfte bei gleichzeitiger Kommandierung zum Stellvertreter des Oberkommandierenden der Luftstreitkräfte ernannt. Im Juni 1953 wurde er zum Stabschef der Luftstreitkräfte befördert, 1955 wurde er Marschall der Flieger. Von 1961 bis 1966 war Rudenko Mitglied des Zentralkomitees der KPdSU. Im Mai 1968 wurde er für mehrere Jahre Leiter der Militärakademie der Luftstreitkräfte „J. A. Gagarin“. 1972 wurde er zum Professor ernannt und im August 1973 wechselte er als Inspekteur in das Ministerium für Verteidigung.
Für sein Wirken wurde er vielfach ausgezeichnet, so erhielt er neben dem "Helden der Sowjetunion" allein fünfmal den Leninorden, viermal den Rotbannerorden und einmal den Orden der Oktoberrevolution sowie den polnischen Orden des Grunwald-Kreuzes II. Klasse.
1976 veröffentlichte er seine Memoiren (Крылья победы, deutsch Flügel des Sieges).